# Ca la Cova
Ca la Cova  és una rota, amb cases i conradís, situada a Santa Maria del Camí, a un coster del Puig de Son Agulla a la banda de Son Verdera.
S'hi pot accedir des del Camí d'Alaró o des de Son Berenguer, i es troba a uns 250 m. d'altura. Confronta amb Son Berenguer, Son Torrella, Son Pinet, Son Lluc i Can Gener. Les cases es troben en estat ruïnós. Eren de planta rectangular, molt senzilles, i amb un estable adossat. No lluny s'hi pot observar la base circular d'una era de batre. Es tracta d'una rota de Son Verdera, establida en el s. XVII i dedicada a l'oliverar i conreu dels cereals.